# 竹内秀勝
竹内 秀勝（たけうち ひでかつ、生年不詳 - 元亀2年9月22日〈1571年10月10日〉）は、戦国時代の武将。松永久秀の家臣で、筆頭家老に位置付けられる。仮名は加兵衛尉、官途は下総守。諱の「秀」は久秀からの偏諱とみられる。

## 生涯

### 松永久秀家臣
公家・久我家の家司を務める竹内季治の弟、またはその一族と考えられる。
三好氏に仕えた竹内氏には、西岡国人で三好筑前守（元長）配下の竹内左京進仲広や竹内新兵衛尉為信がいる。
はじめ三好長慶に仕え、天文22年（1553年）12月の時点で、摂津国西成郡沢上江（かすがえ、大阪市都島区）の代官を務めていた。
弘治2年（1556年）、石清水八幡宮の社家の家督に関する相論に松永久秀が携わっているが、この時久秀の取次を秀勝が務めていた。この頃、摂津国滝山城（神戸市中央区）に在城する久秀に秀勝が近侍していることが確認でき、これ以降久秀と秀勝の主従関係が明確となっていく。
永禄4年（1561年）から5年（1562年）に多聞山城（奈良市）が築かれると、秀勝は他の家臣たちとともにそこに居住した。永禄6年（1563年）1月や同年11月に久秀が多聞山城で催した茶会には秀勝も参加している。
永禄8年（1565年）5月、三好義継らが将軍・足利義輝を殺害した（永禄の変）。8月には久秀の弟の内藤宗勝が荻野直正に討たれ、三好家は丹波を失った。同年10月8日、波多野氏や柳本氏、赤井氏ら丹波衆が京都を攻めようとしたため、多聞山城から秀勝が出陣している。また同日、大和で秋山氏・小夫氏が松永方から離反し、11日に龍王山城でも謀叛が起きた。山城国から戻った秀勝は、これを受けて釜口（天理市）に出陣。小夫郷（桜井市）を焼いて籠城する小夫氏は、交渉により城を明け渡した。秀勝は再度京都に出陣した後、10月下旬には再び釜口に出陣し、外山山（とびやま、桜井市）の麓で戦った。

### 織田信長の上洛以後
永禄11年（1568年）9月、足利義昭を擁した織田信長が上洛してくる。同年10月、久秀は義昭・信長から与えられた援軍とともに敵対する大和国人らを攻め、三好三人衆らに奪われていた信貴山城（平群町）を奪還した。同月、秀勝は久秀の子の久通とともに義昭や信長への御礼のため上洛した。
この年の12月5日、興福寺の官符衆徒沙汰衆である中坊氏から藤松を婿に迎えている。
永禄12年（1569年）の2月から3月にかけ、義昭は三好三人衆との戦いのため摂津や河内、和泉に軍勢を派遣しているが、その中には義昭直臣の和田惟政や信長家臣の佐久間信盛・柴田勝家らとともに、久秀家臣の結城忠正や秀勝が加わっていた。
永禄13年（1570年）2月、秀勝の娘が近江国甲賀の多羅尾光俊のもとへと嫁ぐ。
元亀元年（1570年）7月、松永氏と敵対する筒井順慶は十市城（橿原市）へと入り、8月には高樋城（奈良市）を築いた。同月、三好三人衆に備えて河内国大窪（八尾市）に陣取っていた秀勝は、筒井方と一戦して高樋に追い返している。
同年11月より、松永久秀は三好三人衆と織田信長の和睦交渉を開始し、12月には和睦を成立させた。しかし、翌元亀2年（1571年）5月、松永久通は和田惟政や畠山秋高と申し合わせて敵対したとして、指揮下にあった安見右近を自害させ、右近の居城・交野城（交野市）を攻めた。これに合わせ、三好三人衆と三好義継が畠山秋高の守る高屋城（羽曳野市）を攻める。7月には久秀・義継・三好長逸が和田惟政の高槻城（高槻市）を攻め、松永氏の義昭幕府からの離脱が決定的となった。こうした中、6月14日には秀勝が寝返るとの噂が流れ、秀勝の人質が多聞山城の本丸へと移されている。
同年8月2日、筒井順慶が辰市（奈良市）に要害を築いた。久秀は三好義継とともにこの攻撃へと向かい、同月4日、筒井方に大敗した（辰市の戦い）。この戦いで久秀の一族や多くの家臣らが討死し、秀勝も負傷した。この時の傷によってか、同年9月22日、若江城（東大阪市）にて死去。翌元亀3年（1572年）9月22日に追善供養が営まれた。

## 人物・評価
松永久秀の家臣団の中核的人物として様々な役割を果たした。
永禄7年（1564年）に平群郡五百井西之庄と竜田村との間で水利相論が起きた。この相論は元々久秀の仲裁で解決が図られたものを、西之庄側が再度訴えたものだったが、秀勝の「異見」によって仲裁が行われた。また、元亀元年（1570年）に大乗院門跡をめぐり尋憲と尋円が争っていたが、これに関連し、門跡領の三分の二を尋憲が、三分の一を尋円が得るという尋憲側に有利な案を門跡の御坊中衆・御内衆が提示。その案を、尋憲の「御同学」の多聞院英俊と入魂の仲である秀勝が久秀に取り次ぎ、久秀によって承認された。このように、秀勝は久秀の裁許に一定の影響を及ぼす立場にあった。
軍事面では、大和で久秀の軍代として度々出陣している。外交面では、織田信長の上洛以降、信長への遣使として京や岐阜を訪れたり、信長家臣とともに茶会に出席するなどしており、信長との関係維持に関して重要な地位にあった。